# Футзал
Футзалът (известен още като минифутбол или футбол на малки вратички) е спорт, разновидност на футбола. Първоначално е наричан минифутбол, като след 2000 година започва да придобива популярност името „футзал“.

## Същност на играта
Футзалът е колективна игра, която се състои от два отбора, по петима играчи във всеки, един от които е вратар. За правилното развитие на даден мач по футзал следи съдийска двойка, която се състои от един главен съдия и един помощник, до който главният може да се допитва. Помощник- съдията няма право да взема решения вместо главния. Има и резервен съдия, който се грижи за реда на резервните скамейки и известява смените. Ако главният съдия не може да изпълнява ролята си, то той бива заместен от резервния.

## Играчи и екипировка
Отборът по футзал се състои от 5 играчи — един вратар и 4 полеви (и определен брой резервни футболисти според правилата на асоциацията). Всеки отбор си има треньор, на когото е поверена спортната подготовка на отбора. Основните позиции на футболисти на терена са:
- вратар – играчът, който пази на вратата да не бъде отбелязан гол. Единствено той има право да играе с ръце в рамките на наказателното поле. Вратарят е неприкосновен в „наказателното поле“ и всяко действие срещу него се наказва с нарушение. Ако вратарят излезе извън наказателното поле, той няма право да играе с ръце и добива статут на обикновен футболист.
- защитници – задачата им е да отбраняват територията пред собствената си врата и да градят атаките на отбора. Различните игрови системи предвиждат различен брой защитници.
- крила – осигуряват атаките на отбора. Основната им цел е отбелязването на гол в противниковата врата.
- пивоти — тяхната основна цел е да дестабилизират отбраната на противника. Пивотът най-често стои в предни позиции и изчаква подаване от друг футболист. Неговата основна цел е завършващият удар.

Облеклото на състезателите по футзал по време на игра включва: фланелка с номер, гащета, чорапи (калци) и шпайкове. Облеклото на вратаря трябва да се отличава по цвят от облеклото на съотборниците му. Номерът на фланелката е на гърба и е с размери 25 на 4 см. Най-големият номер, който може да бъде използван от играч във футзала е 99.

## Игрално поле
Футзалът се играе в зала. Дължината на игралното поле е минимум 38 метра и максимум 42 метра, а ширината е минимум 20 метра и максимум 25 метра.

## Правила, нарушения и термини
Футзалът е игра с топка, която се играе от два отбора, всеки от които се състои от 5 играча, като всеки отбор се стреми да вкара повече голове отколкото противника. С понятието гол се обозначава положението, при което топката преминава с повече от половината си обем т. нар. гол-линия и влиза във вратата (тя се намира между двете странични греди и под напречната греда).
Футзалът се играе най-вече с крака, но играчите могат да използват абсолютно всяка част от тялото си, освен ръцете, за да играят с топката. При игра с ръка, противниковият отбор получава шанс един от състезателите му да изпълни наказателен удар, а ако това стане в прилежащото към собствената врата наказателно поле, в което пазещия вратата играч (вратар) може да играе с ръце, се отсъжда дузпа -`лице в лице` с вратаря — пряк удар към вратата.
Един мач във футзала продължава минимум 40 минути (чисто игрово време) разделени на две части по 20 минути с поне 10-минутна почивка между тях. Треньорите на отборите, които определят тактиката и стартовия състав могат да направят неопределен брой смени на играчи от наличните резервни. По принцип е възможен равен резултат, освен в срещи на пряка елиминация.

### Жълт и червен картон
Жълтият картон се присъжда на играч, за да го предупреди за допуснато от него нарушение или неспазване на правилата. Два жълти картона в един мач, присъдени на един и същ играч, довеждат до червен картон, от който следва отстраняване на провинилия се играч от терена. Отстраняването от игра е тежко индивидуално наказание на провинил се играч, което уронва неговия авторитет. Отстраненият чрез червен картон играч, бива заместен от резервен две минути след изгонването си. Обикновено всички нарушения (спъване, хващане на топката с ръка, препречване — играчът няма намерения да играе с топката, но препречва пътя на противника, у когото е топката, и това може да е повод за нарушение), по време на игра се наказват с определен картон. Най-тежкото наказване на футболист за една среща е получаването на 1 жълт и 1 директен червен картон.

### Корнер (корнър, ъглов удар)
Корнер се присъжда на противниковия отбор за изкарване на топката от очертанията на собствената врата и чрез него може да се отбележи гол.
Корнерът е вид статично положение във футбола. Когато топката напусне голлинията на отбраняващия се отбор извън вратата след като последен с нея е играл футболист на този отбор, то противниковият отбор получава правото да изпълни корнер. Изключение се прави, когато топката влезе във вратата и се отбележи гол.
Топката се поставя в ъгъла, който е най-близо до мястото, където топката е излязла от игра. Този ъгъл се намира там, където голлинията пресича тъчлинията. Топката влиза в игра тогава, когато е ритната и следователно е в състояние на движение. От корнер може да се отбележи гол.

### Тъч
Тъчът е термин, който означава връщане на топката в игра, след нейното излизане извън очертанията на игрището, през някоя от двете странични надлъжни (тъч) линии. Тъчът се изпълнява от играч от противниковия отбор, който последен е докоснал топката, когато цялата топка е преминала страничната линия по земя или въздух, или е докоснала тавана на залата. Топката се рита с крак. Изпълняващият тъча е поставил единия си крак на страничната линия или на земята извън игрището. Топката трябва да е в неподвижно положение на точката, кдето е напуснала игрището или на заемята на разстояние не по-голямо от 25 см от тази точка / част от топката трябва да припокрива страничната линия/. Изпълняващият тъча подава топката в рамките на 4 секунди от момента, в който е готов да го направи.

### Фаул
Фаулът е нарушение, което може да се извърши във всяка част на терена (с изключение в двете наказателни полета). Фаул се отсъжда при положение, че са нарушени правилата от даден състезател, чрез умишлено блъскане, удряне, препречване, задържане и други видове нередности. В зависимост от степента на нарушението, то може да доведе до жълт или червен картон за провинилия се играч. Във футзала шпагатите са забранени и се наказват с фаул.

### Аут
Аут се нарича положение, при което топката е излязла („с цялата си окръжност“) извън очертанията на игрището, през голлинията, като преди това е била докосната от играч на нападащия отбор. Вкарването на топката от аут е метод за подновяване на играта. Топката се хвърля с ръка от всяка точка вътре в наказателното поле от вратаря. Вратаря извършва вкарването на топката от аут с ръка в рамките на четири секунди след като е готов да направи това. Топката е в игра, когато е хвърлена и напусне границите на наказателното поле от вратаря.

### Гол
Гол - спортен термин за ситуация, при която резултатът от играта се променя в полза на единия от отборите.

### Дузпа
Дузпа е наказателен удар в играта футзал. Ударът се изпълнява от специално определена точка в наказателното поле, която е на 6 метра от голлинията. По време на изпълнението всички играчи с изключение на изпълнителя трябва да се намират извън наказателното поле. Вратарят трябва да е застанал на голлинията по време на изпълнението на дузпата. Ако бъде отсъдена дузпа в самия край на полувремето или срещата, времето трябва да бъде продължено до изпълняването на удара. До удара от изпълняващия състезател никой друг играч не трябва да навлиза в наказателното поле. Дузпата се изпълнява след даден от съдията сигнал със свирката.

### Дълга дузпа
Дългата дузпа е пряк свободен удар, започващ с 6-ия акумулиран фаул през всяко полувреме в играта футзал. Играчите от защитаващия се отбор не могат да построяват стена при този вид свободен удар. Ударът се изпълнява от специално определена точка извън наказателното поле, която е на 10 метра от голлинията. При всеки следващ фаул след петия се изпълнява дълга дузпа. След края на първото полувреме фауловете се зануляват.

### Автогол
Автогол е термин във футбола и в други отборни спортове, който означава гол, отбелязан от играч във вратата на своя отбор. Обикновено е неволен, но се брои като редовен гол. Често се случва в резултат на опит за защитна игра, която се е провалила или е била внезапно възпряна от противников играч. Счита се за един от най-смущаващите гафове в спорта.

### Пас
Пас се нарича подаването на топката с удар към съотборник, а пасовете биват къси и дълги в зависимост от разстоянието.